# Rüde (Mittelangeln)
Rüde (dänisch Ryde) ist ein Ortsteil der Gemeinde Mittelangeln im Kreis Schleswig-Flensburg in Schleswig-Holstein.

## Geografie

### Geografische Lage
Der Ortsteil Rüde erstreckt sich unmittelbar südöstlich vom gemeindlichen Hauptort Satrup südlich vom Satrupholmer Moor. Das Gemeindegebiet erstreckt sich im Bereich der Landschaft Angeln (naturräumliche Haupteinheit Nr. 700) des Schleswig-Holsteinischen Hügellandes.

### Gliederung
Rüde umfasst die siedlungstatistisch als Wohnplätze registrierten Ortsteile der Dörfer Groß- und Klein Rüde, die Häusergruppe Mooswatt, die Haussiedlung Pugmai sowie die Streusiedlung Rüdesüderholz.

## Geschichte
Rüde entstand 1871 durch den Zusammenschluss der Gemeinden Groß Rüde und Klein Rüde. Rüdesüderholz und Mooswatt lagen im Gemeindegebiet.
Am 1. März 2013 ging die Gemeinde in der neu gebildeten Gemeinde Mittelangeln auf.

## Wirtschaft und Verkehr
Die Wirtschaft von Rüde ist überwiegend von der Urproduktion der Landwirtschaft geprägt. Im Gemeindegebiet bestehen 580 ha Landwirtschaftlich genutzte Fläche, die sich insgesamt fünf Landwirte und einige Nebenerwerbsbetriebe teilen. Daneben bestehen im Ort drei Handwerksbetriebe und ein Lohnunternehmen.
Der Zugang zu den Hauptorten der Ortslage erfolgt überwiegend über die Landesstrßae 23 zwischen Satrup und Böel (bei Süderbrarup).